# Bixente Serrano Izko
Rufino Vicente Serrano Izco, más conocido como Bixente Serrano Izko (Sarasa, Iza, Navarra, 22 de enero de 1948 – Pamplona, 4 de junio de 2020), fue un historiador y político español relacionado con el nacionalismo vasco.
En 1974 fue condenado a prisión por los tribunales militares franquistas por un delito de secuestro actuando como miembro de ETA. Finalizada la dictadura su condena fue extinguida en virtud de la amnistía de 1977 y se incorporó a la actividad política democrática participando en diversas formaciones como Euskadiko Ezkerra y Auzolan en Navarra. En 2015 fue diputado en el Congreso español por Geroa Bai.

## Biografía

### Durante la dictadura
Debido a sus convicciones políticas, fue deportado durante el estado de excepción de 1969 y a principios de los años 1970 comenzó a contactar con ETA. Se licenció en Historia por la Universidad de Navarra en 1972.
Fue acusado de haber participado en el secuestro del industrial navarro Felipe Huarte por parte de ETA a principios de 1973, por lo que pasó a la clandestinidad y fue juzgado en rebeldía. En septiembre de ese año fue detenido en Tolosa, siendo juzgado por un Consejo de Guerra franquista que le condenó a 42 años y 6 meses de prisión en julio de 1974. Fue uno de los organizadores de la masiva fuga de Segovia (29 presos, en su mayoría de ETA) el 5 de abril de 1976, aunque fue detenido poco después, con el grueso del grupo, en Burguete, cerca de la frontera con Francia. Estuvo internado en las cárceles de Martutene, Burgos, Soria, Segovia y Cartagena.

### Transición y democracia
En virtud de lo dispuesto por la amnistía de 1977 se extinguió su responsabilidad criminal y abandonó la prisión, incorporándose activamente a la política democrática e ingresando en EIA, que, con la incorporación del Partido Comunista de Euskadi en marzo de 1982, se transformó en Euskadiko Ezkerra, formación de la que fue secretario en Navarra. Sin embargo, dimitió en noviembre de ese mismo año debido a sus diferencias con el secretario general, Mario Onaindia, ya que Serrano Izko encabezaba una corriente crítica, Nueva Izquierda, opuesta a los planteamientos políticos defendidos por la dirección del partido. Poco después abandonó el partido, junto con la mayor parte de los miembros de dicha corriente, para crear con otros grupos de izquierda la coalición Auzolan, de la que fue miembro hasta 1986.
Tras el fracaso electoral de Auzolan, abandonó la política y trabajó como profesor de historia en euskera en un instituto de enseñanza media de Pamplona hasta su jubilación, publicando libros y escribiendo artículos sobre historia en el diario Egunkaria. También ha sido miembro del Consejo Social de la Universidad Pública de Navarra.
Posteriormente, fue candidato al Senado por la coalición Nafarroa Bai en las elecciones generales de España de 2004 y 2008 y número dos de las listas de Geroa Bai al Congreso de los Diputados en las elecciones de 2011. Por este motivo, en junio de 2015 sustituyó a Uxue Barkos en el Congreso cuando ésta abandonó el cargo para entrar en el Parlamento de Navarra.

## Fallecimiento
Falleció a los setenta y dos años el 4 de junio de 2020 en el Complejo Hospitalario de Navarra donde ingresó para una cirugía que no logró superar.

## Obras

### Libros
- Navarra-Euskadi, un debate popular que urge (1981)
- Onkoteak (1987). Narraciones.
- Beldurra bera zaldi (2002)
- Bakezale gerlari horiek (2004)
- Nafarroa, historiaren hariak (2005). Versión en castellano de Navarra, las tramas de la historia.
- Jauzika (2010)

### Artículos
Como articulista ha colaborado, entre otros medios, en las revistas Korrok, Pamiela, Archipiélago, Argia y en los periódicos La Voz de Euskadi, Egunkaria y Berria.